# MS Ebb Tide
Ebb Tide – amerykański statek, pierwsza jednostka zaprojektowana i zbudowana specjalnie do zaopatrywania platform na morzu.
Pomysłodawcą był  Alden J. “Doc” Laborde, wówczas pracujący w kierownictwie firmy Ocean Drilling and Exploration Co. (Odeco).
W latach 50 XX wieku do zaopatrywania platform używano najczęściej zdemobilizowanych barek desantowych, jednak nie były one optymalne do tych zadań. Laborde zaprojektował statek o większej mocy silników i rewolucyjnym układzie: nadbudówka na dziobie i długi, otwarty pokład ładunkowy na rufie. Statek miał długość 119 stóp (36 metrów), a długość pokładu wynosiła 90 stóp (27 metrów).
Ładunek mógł być łatwo podejmowany dźwigiem platformy, a duża moc i dwie śruby oraz dobra widoczność z mostku do tyłu ułatwiały manewrowanie w pobliżu platformy. Jednocześnie jednostka miała dużą dzielność morską.
Konstrukcja okazała się udana i jest powtarzana w kolejnych generacjach statków do zaopatrywania platform (AHTS, PSV) oraz w wielu statkach oceanograficznych i rybackich.
Statek wybudowano w 1955 za 225 tysięcy dolarów. Do zarządzania statkiem założono firmę Tidewater, która, kierowana przez brata Aldena, Johna Laborde, rozwinęła się w jedno z największych przedsiębiorstw świadczących usługi na polach naftowych.